# هربرت رينولدز
هربرت رينولدز (بالإنجليزية: Herbert Reynolds)‏ هو كاتب أغاني وشاعر أمريكي، ولد في 1867، وتوفي في 1933.

## وصلات خارجية
- هربرت رينولدز على موقع IMDb (الإنجليزية)
- هربرت رينولدز على موقع ميوزك برينز (الإنجليزية)
- هربرت رينولدز على موقع قاعدة بيانات برودواي على الإنترنت (الإنجليزية)